# Odontorchilus cinereus
Odontorchilus cinereus е вид птица от семейство Troglodytidae. Видът е почти застрашен от изчезване.

## Разпространение
Видът е разпространен в Боливия и Бразилия.